# All Progressives Congress
Der All Progressives Congress (APC) ist eine zentristische Catch-all-Partei in Nigeria, die am 6. Februar 2013 gegründet wurde. Sie entstand aus dem Zusammenschluss mehrerer Oppositionsparteien, der zentristischen Catch-all-Partei Action Congress of Nigeria (ACN), des liberalen Congress for Progressive Change (CPC), der konservativen All Nigeria People’s Party (ANPP) und eines Teils der fortschrittsorientierten Catch-all-Partei All Progressives Grand Alliance (APGA). Bei der Präsidentschaftswahl in Nigeria 2015 gelang es dem APC-Kandidaten Muhammadu Buhari, dem bisherigen Amtsinhaber Goodluck Jonathan von der konservativen People’s Democratic Party die Mehrheit der Stimmen abzunehmen.